# Queso de Gamonéu
El queso de Gamonéu o Gamonedo es un tipo de queso azul con denominación de origen protegida que se elabora en diversas localidades de los concejos de Cangas de Onís y Onís, incluyendo la aldea de Gamonedo de Onís (Gamonéu en asturiano), en el Principado de Asturias, España. 
Es uno de los quesos azules tradicionales de Picos de Europa más típicos, junto con el Cabrales de Asturias, el Valdeón de León y el Bejes-Tresviso de Cantabria. La cuna gastronómica del Gamonéu se sitúa en el corazón del parque nacional de los Picos de Europa y existen dos variedades del mismo: Gamonéu del Valle y Gamonéu del Puerto.

## Elaboración

Concejo de Onís en Asturias

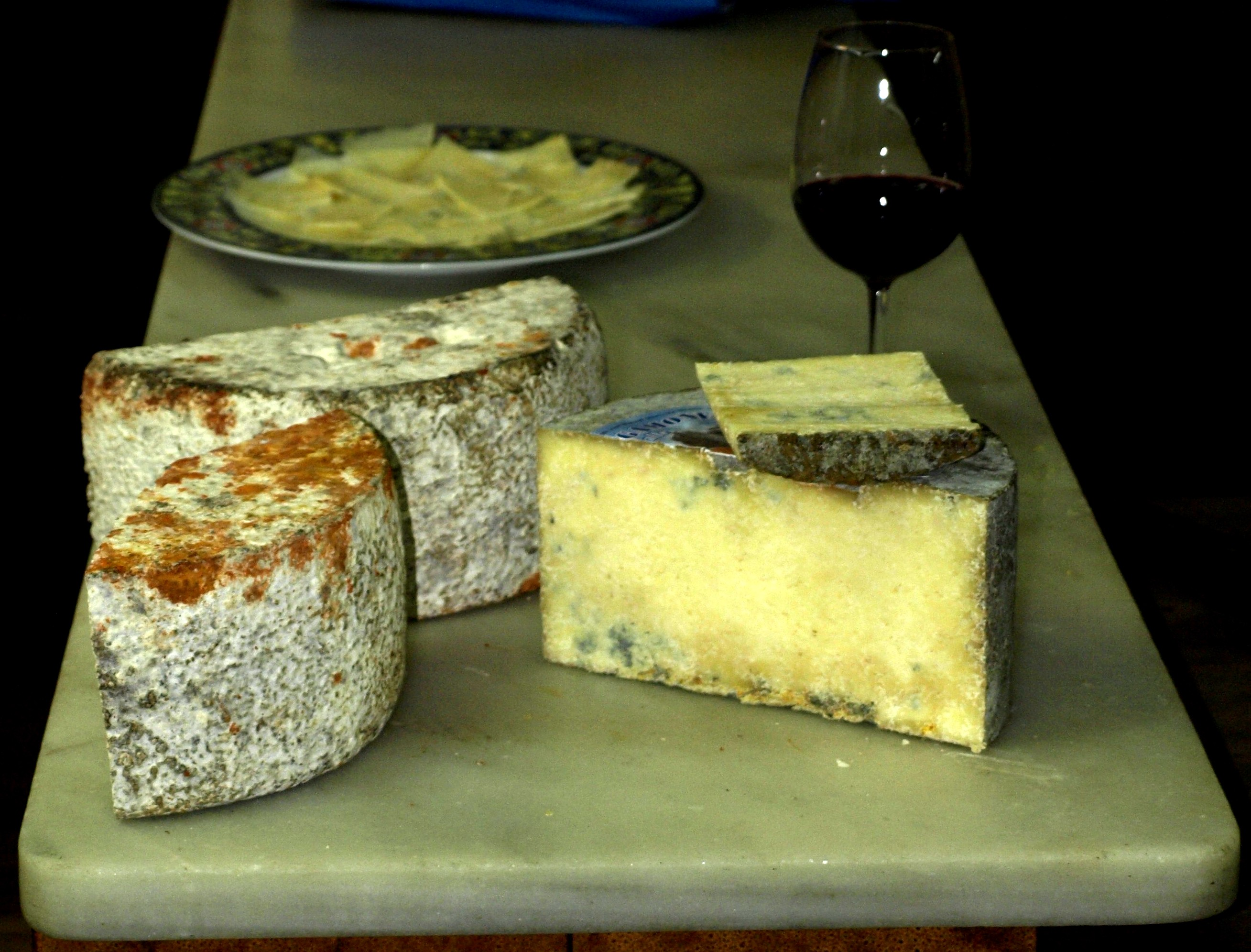
Queso Gamonéu, corteza.

Es elaborado con leche cruda de vaca, oveja y cabra (o con mezclas de dos o de los tres tipos de leche indicados) de las especies y razas siguientes: bovina (Frisona, Asturiana de los valles, Parda alpina y sus cruces entre sí), ovina (Lacha, Carranzana y Milschalfe y sus cruces entre sí) y caprina (Alpino-Pirenaica y Cabra de los Picos de Europa, Murciano-Granadina, Saanen y sus cruces entre sí).
Se mezcla la leche del rebaño de los dos ordeños, el de la mañana, el cual es mantenido en las peyas (odres de cuero) y el de la tarde, estas al atardecer se calientan y se añade el cuayu o cuajo para obtener la cuajada. Actualmente, las prácticas propias de otros tiempos de escasa higiene (uso de odres de cuero) no están permitidas por la legislación vigente.
Para conseguir una masa más compacta que la del Cabrales se colocaba históricamente la cuajada en un molde de madera llamado arniu y se prensaba, pero actualmente se emplean moldes de plástico alimentario. Para conseguir el salado se deben frotar las caras del queso con sal común y se deja orear y acortezar durante tres días antes de proceder al ahumado. Dicho ahumado se realiza en las cabañas de los pastores con fuego de leña entre diez y veinte días. Y para finalizar, se deja reposar, o bien en cuevas naturales entre dos y cinco meses como hacen en Onís, o en un lugar seco durante dos meses, como hacen en Cangas. 
Al tratarse de un queso elaborado con leche sin pasterizar, legalmente en la Unión Europea se exige que se someta a un periodo mínimo de maduración de 60 días, para conseguir que las propias condiciones físico químicas de su maduración eliminen los patógenos que pueda contener.
Todo este proceso se realizaba tradicionalmente entre los meses de abril y agosto; en la actualidad se elabora durante todo el año.

## Características
Son quesos de gran tamaño, entre 3 y 8 kilogramos de peso. El exterior de las piezas presenta una corteza natural, muy suavizada durante la permanencia del producto en la cueva, donde los hongos que allí adquiere le proporcionan la coloración característica que ofrece al final. Tiene un aroma fuerte e intenso a humo y un sabor ligeramente picante. En boca evoluciona mantecoso.

## Variedades

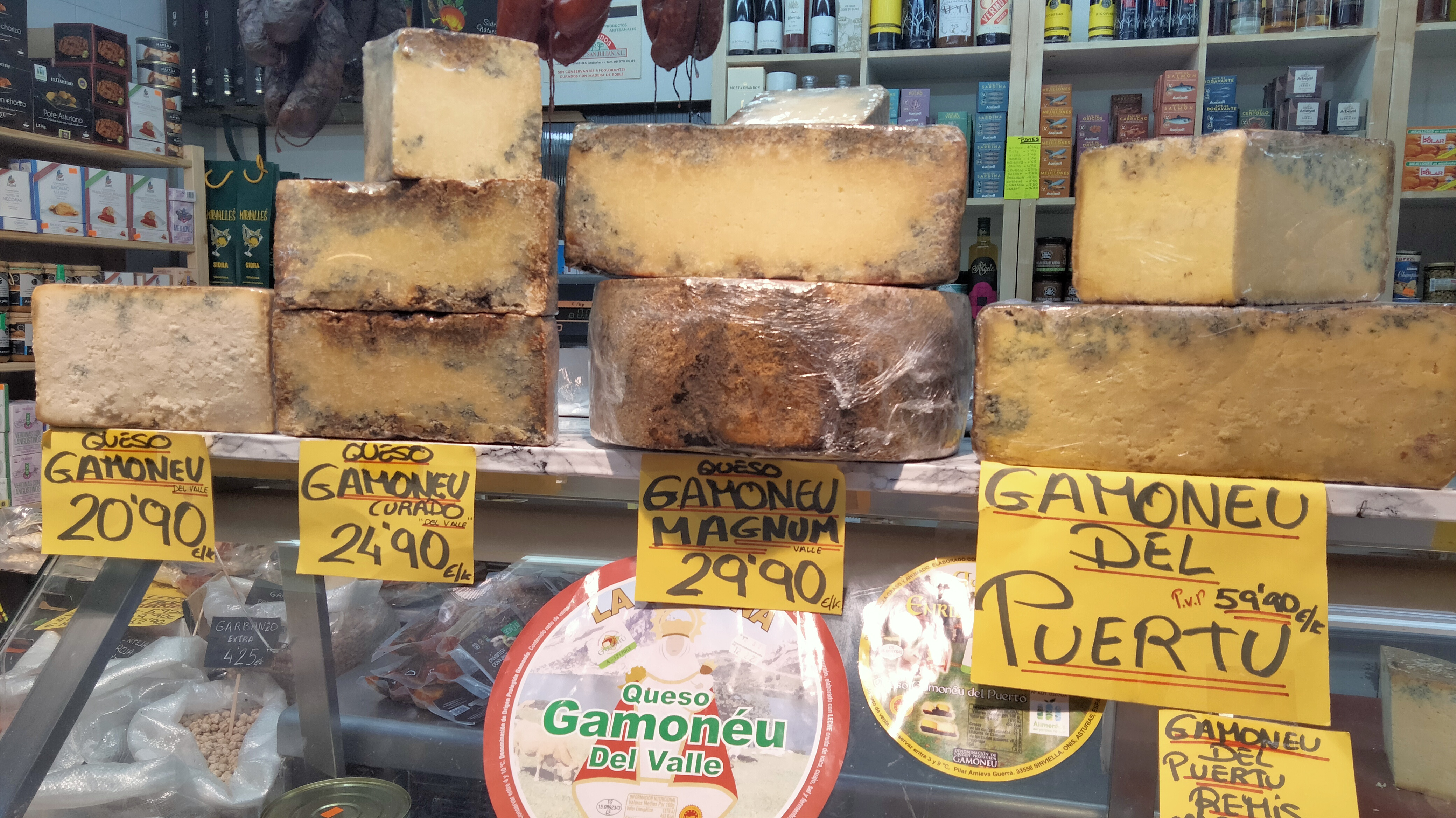
Variedades de queso Gamonéu.

Se admiten las siguientes menciones tradicionales:
- Gamoneu o Gamonedo del Puerto, que es el elaborado en los puertos altos de los municipios de Cangas de Onís y Onís (Picos de Europa) en las vegas o majadas relacionadas en el pliego de condiciones, durante los meses de junio a septiembre, en instalaciones queseras de reducidas dimensiones. El queso se elaborará con leche de los rebaños lecheros que pastan en las vegas relacionadas y con mezcla de al menos dos especies de las tres contempladas, es decir, vacuno, ovino y caprino, debiendo, en todo caso, emplearse cantidades de leche de ovino y/o caprino, superiores al 10 %, para cada una de las especies.
- Gamoneu o Gamonedo del Valle, elaborado en las zonas bajas de la comarca geográfica de la denominación pertenecientes a los concejos de Cangas de Onís y Onís. La producción no obedece a estacionalidad alguna, ya que el sistema de mantenimiento de los rebaños es semi-extensivo, basado fundamentalmente en el sistema de manejo en pastoreo.

## Certámenes
Hay dos certámenes en los que este queso es el protagonista. El primero es el 12 de octubre, en la Feria de Cangas de Onís de los Quesos de los Picos de Europa y el segundo y más importante se celebra el último domingo de octubre, donde se dan cita los dos tipos de Gamonedo en Benia de Onís, donde se celebra desde el año 2003 la Feria de Los Picos de Europa, en la que se reúnen stands de todos los concejos del Oriente de Asturias, así como diversas asociaciones culturales.